# Saxofridericia compressa
Saxofridericia compressa är en gräsväxtart som beskrevs av Bassett Maguire. Saxofridericia compressa ingår i släktet Saxofridericia och familjen Rapateaceae. Inga underarter finns listade i Catalogue of Life.